# Тадеус, Генри Джонс
Генри Джонс Тадеус (англ. Henry Jones Thaddeus; 1859, графство Корк, Ирландия — 1929) — значительный ирландский реалистический живописец-портретист и жанрист конца XIX — первой четверти XX века, родившийся и приступивший к художественному образованию в графстве Корк, Ирландия.
На протяжении творческой карьеры он получал заказы на исполнение портретов Ференца Листа, премьер-министра Великобритании Уильяма Гладстона, Майкла Девитта — ирландского политика-республиканца и двух римских пап: Льва XIII и Пия X.

## Биография
Генри Джонс Тадеус родился в 1859 году. Поступил в Школу искусств города Корк в возрасте десяти лет. Там он учился под руководством жанриста Джеймса Бренана (англ.) (1837—1907). В 19-летнем возрасте (1878) Тадеус получил премию Тейлора, что позволило ему продолжить образование в Лондоне, а через год — в Париже в Академии Жюлиана. В Париже он попал под влияние французских академистов Гюстава Буланже и Жюля-Жозеф Лефевр  (англ.). Его первую крупную картину, принятую в Парижский салон 1881 года, повесили “на линии” (т. е., на уровне глаз), что свидетельствует о признании мастерства молодого художника .
Хотя Генри Джонса Тадеуса трудно причислить к импрессионистскому движению (в его живописи скорее чувствуется пристрастие к серо-коричневой палитре Курбе), большинство работ Тадеуса свидетельствует о знакомстве автора с живописными традициями, царившим на севере Франции в эпоху становления импрессионизма.
В 1901 Генри Джонс Тадеус становится членом Королевской Ибернийской Академии (англ.) Ирландии.
Бо́льшую часть жизни он провёл в Англии, хотя подолгу жил и в Уэльсе, и во Франции, а также в Италии, Германии, Марокко, Египте, Австралии и Соединенных Штатах. Многочисленные переезды связаны с тем, что художник зарабатывал на жизнь, в основном, как портретист в высших слоях общества. Эта сторона его биографии нашла отражение в написанной им книге, названной «Воспоминания придворного живописца» , написанной в Калифорнии, в годы после выхода на покой.
Кисти Генри Джонса Тадеуса принадлежит большой ряд пейзажей, сюжетных и религиозных композиций; кроме того, в его живописи нашли отражение драматические события Войны за землю (англ.) в Ирландии
конца XIX века.

## Изображения в сети

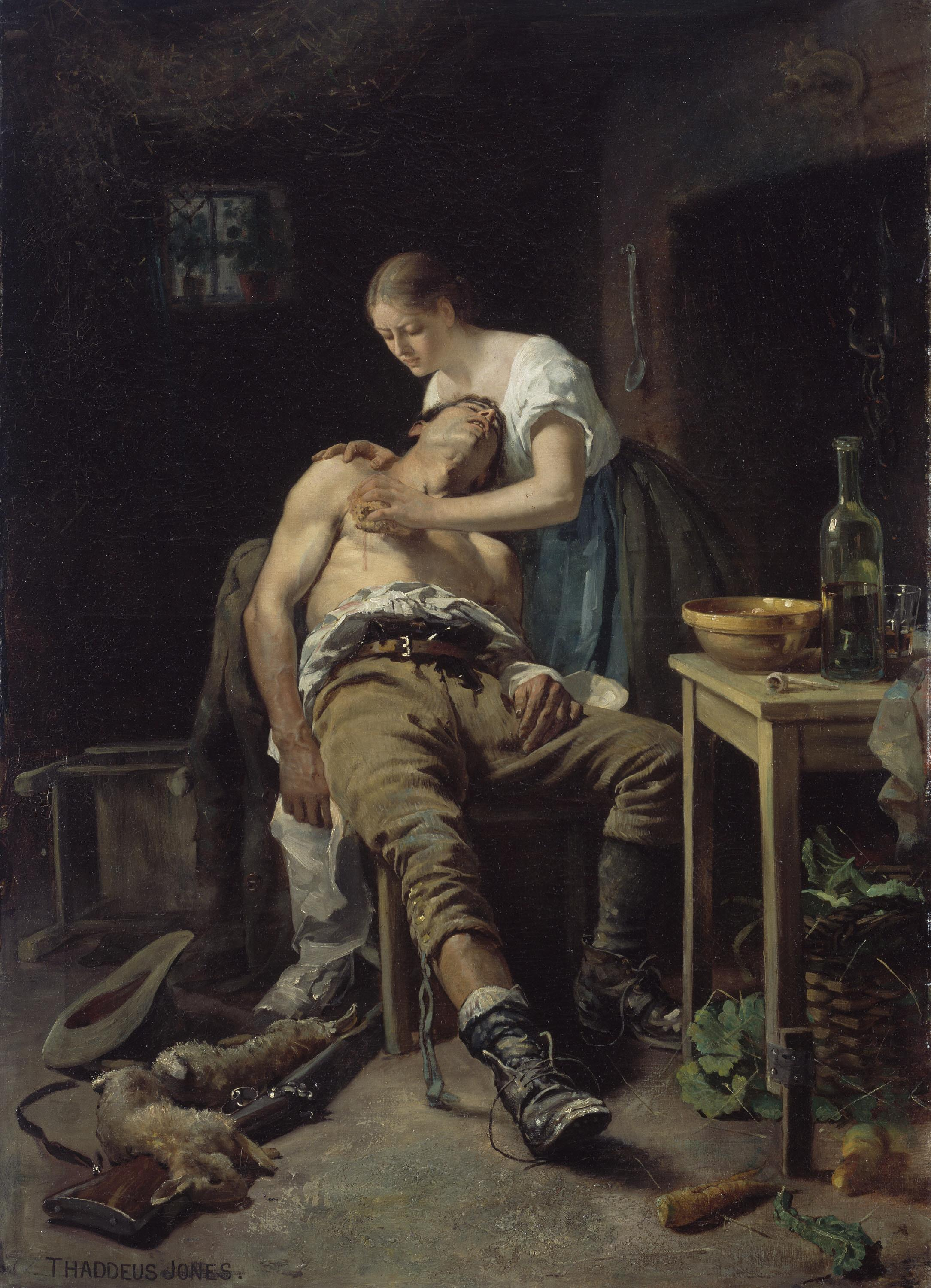
Раненый браконьер, ок. 1881
Холст, масло, 120 × 85 см.
Национальная галерея Ирландии, Дублин

- The Kasbah Gate, Tangier (Ворота Касбы в Танжере), 1889. Холст, масло 30.5 × 25.4 см.
- Модная дама Доска, масло 25.4 × 17.8 см. Oriel Gallery, Дублин
- Красное закатное солнце. Холст, масло 34.6 × 30.5 см. [11][12]

## Комментарии
1. ↑  Встречаются указания на 1860 в качестве года рождения[3].